# Pontonia quasipusilla
Pontonia quasipusilla är en kräftdjursart som beskrevs av Fenner A. Chace 1972. Pontonia quasipusilla ingår i släktet Pontonia och familjen Palaemonidae. Inga underarter finns listade i Catalogue of Life.